# Naturschutzgebiet Rohmbachtal und Rossenbecktal
Koordinaten: 51° 23′ 37″ N, 6° 55′ 20″ O

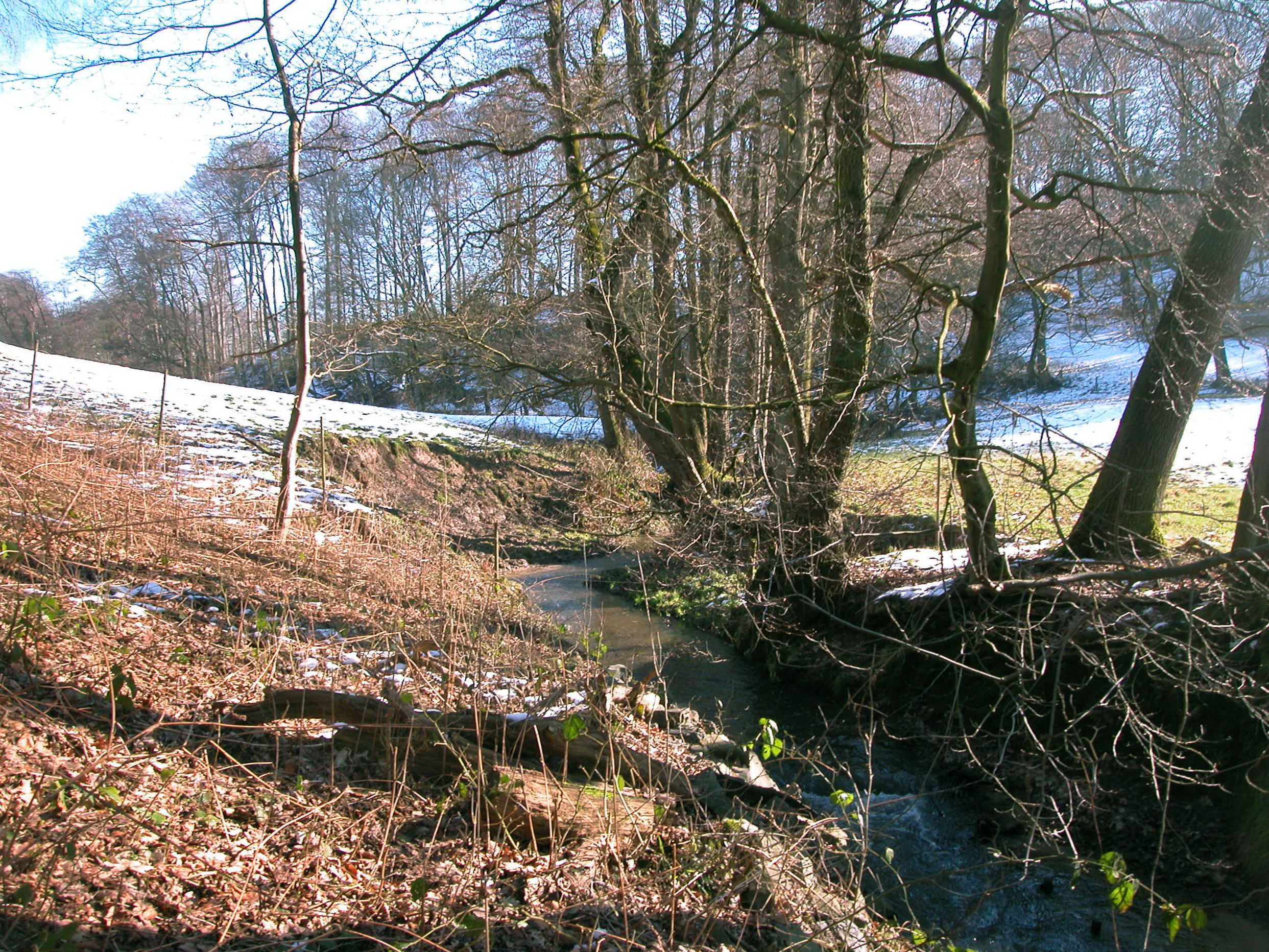
Naturschutzgebiet Rohmbachtal und Rossenbecktal (Februar 2013)

Das Naturschutzgebiet Rohmbachtal und Rossenbecktal liegt auf dem Gebiet der kreisfreien Stadt Mülheim an der Ruhr in Nordrhein-Westfalen. 
Das aus drei Teilflächen bestehende Gebiet erstreckt sich südöstlich  der Kernstadt von Mülheim an der Ruhr und südlich von Raadt, einem Ortsteil von Mülheim an der Ruhr, zu beiden Seiten der A 52. Durch das Gebiet fließen die Rossenbeck, ein rechter Zufluss der Ruhr, und der Rohmbach, ein Zufluss der Rossenbeck. Am westlichen Rand des Gebietes verläuft die Landesstraße L 450 und östlich die L 441, westlich fließt die Ruhr. Südlich erstreckt sich das 11,7 ha große Naturschutzgebiet Zinsbachtal.

## Bedeutung
Das etwa  86,5 ha große Gebiet wurde im Jahr 1982 unter der Schlüsselnummer MH-003 unter Naturschutz gestellt. Schutzziele sind der Erhalt und die Entwicklung eines grünlandgenutzten Bachtals als Lebensraum für viele Tier- und Pflanzenarten.